# Молочай бороздноплодный
Молочай бороздноплодный (лат. Euphorbia glyptosperma) — вид травянистых растений рода Молочай (Euphorbia) семейства Молочайные (Euphorbiaceae).

## Ареал

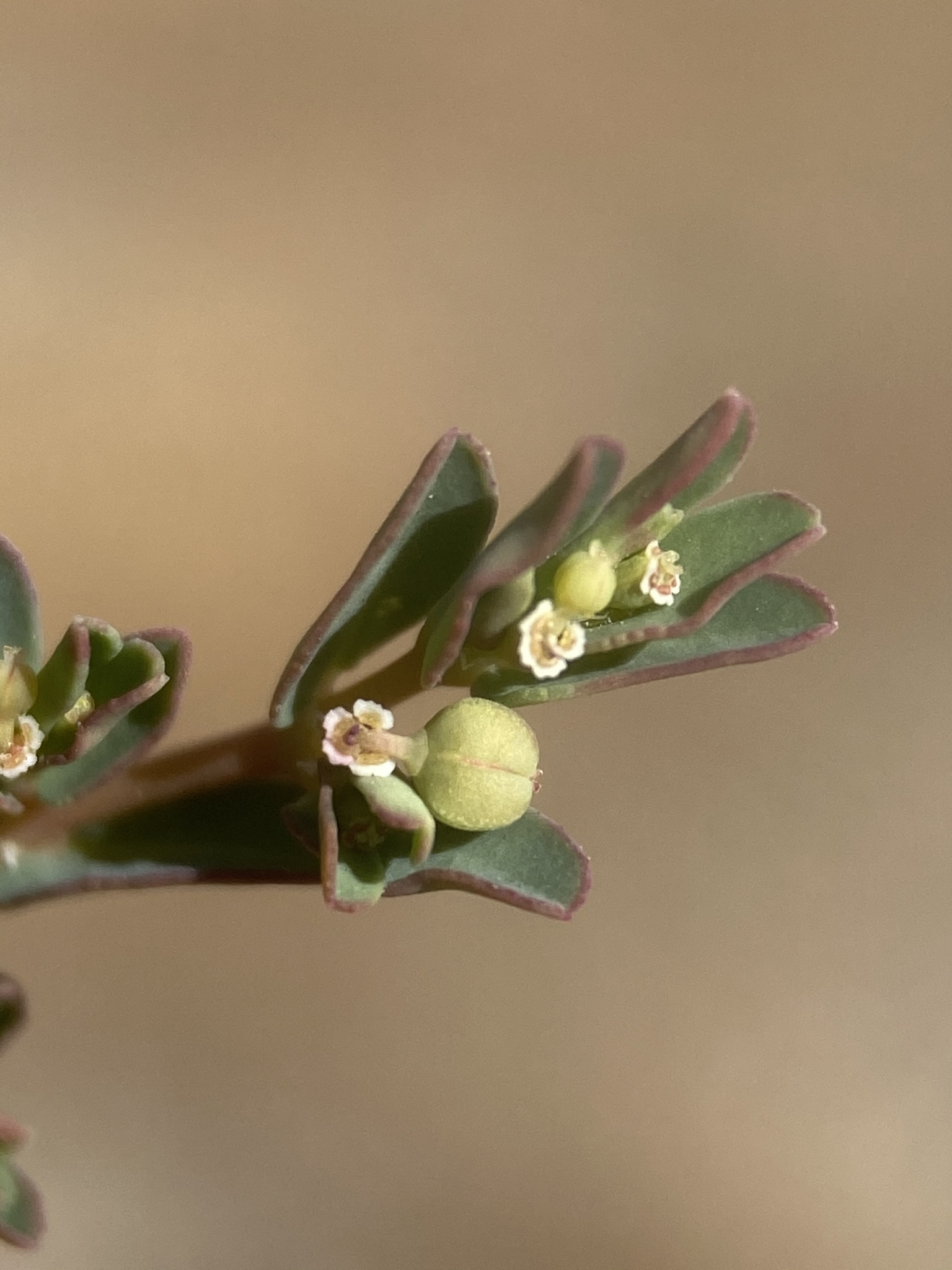
Циатии

Естественный ареал довольно обширен и включает юг и восток Канады, почти всю территорию США, север Мексики; возможно, на части территории Канады и в некоторых северных штатах США является заносным. Это один из наиболее широко распространенных видов рода во флоре Северной Америки.

## Ботаническое описание
Однолетник, обычно голый, очень редко слегка волосистый. Стебли стелющиеся, иногда в молодом состоянии несколько приподнимающиеся, ветвистые, 5—20 (30) см длиной. Листья супротивные, с линейно-шиловидными, нередко лопастными прилистниками, с черешками 0,2—1 мм длиной; пластинки от узкопродолговатых до продолговато-обратнояйцевидных и продолговато-эллиптических, в основании закругленные, неравнобокие, на верхушке закругленные, по краю, особенно в верхней части, мелкопильчатые, 0,3—1,5 см длиной, 0,2—0,7 мм шириной.
Циатии 0,6—1 мм длиной, одиночные или в небольших скоплениях на коротких веточках в пазухах дистальных узлов, с 4 узкоэллиптическими нектарниками, снабженными лепестковидными придатками, равными или, чаще, превышающими размеры нектарника. Коробочки яйцевидные, неясно бороздчатые, по лопастям килеватые, 1,3—1,9 мм высотой и 1,6—2 мм шириной; столбики 0,1—0,3 мм длиной, наполовину двураздельные, рыльца почти сидячие. Семена продолговато-эллиптические, четырёхгранные, с 3—4 (6) хорошо выраженными поперечными ребрами по граням, 1—1,4 мм длиной, 0,6—0,9 мм шириной, без карункулы.

## Синонимы
- Chamaesyce glyptosperma (Engelm.) Small
- Chamaesyce glyptosperma var. integrata Lunell
- Chamaesyce glyptosperma var. pubescens (Boiss.) Millsp.
- Euphorbia glyptosperma var. pubescens Boiss.
- Euphorbia glyptosperma var. tenerrima Engelm.